# Tlatlauhca-Cinteotl
Tlatlauhcacinteotl (aussi Tlatlauhca-Cinteotl) dans la mythologie aztèque, est le dieu du maïs rouge, sa mère est la déesse Centeotl. Ses frères sont Iztaccinteotl, Cozauhcacinteotl, Yayauhcacinteotl.